# Gare de Pyeongtaek Jije
La gare Pyeongtaek Jije est une gare ferroviaire de la ligne à grande vitesse de Suseo à Pyeongtaek (en). Elle est établie en parallèle et en correspondance avec la station Pyeongtaek Jije de la ligne 1 du métro de Séoul. Elle est située dans le quartier Jije-dong de la ville Pyeongtaek-si, dans la province Gyeonggi-do, au sud-ouest de la ville de Séoul en Corée du Sud.
Ouverte en 2016, la gare est desservie par des trains du service Super Rapid Train (SRT) (en)

## Situation sur le réseau
la gare Pyeongtaek Jije est établie au pk 53,6 de la ligne à grande vitesse de Suseo à Pyeongtaek (en), entre la gare Dongtan et la fin de la ligne avec l'embranchement avec la LGV Séoul-Pusan (dite aussi LGV Gyeongbu),.

## Histoire
Le chantier de création de la nouvelle ligne à grande vitesse ouvre en 2011. La gare de Pyeongtaek Jije est mise en service le 9 décembre 2016 à l'extrémité de la ligne à grande vitesse de Suseo à Pyeongtaek (en), peu avant son embranchement sur la LGV Séoul-Pusan, pour être un point de correspondance avec la ligne 1 du métro de Séoul.